# Shang Di Yi
Di Yi (帝乙; Dì Yǐ), död 1076 f.Kr., var en kinesisk kung inom den forna Shangdynastin. Di Yi regerade från 1101 f.Kr. till 1076 f.Kr. Di Yi personnamn var Xian (羨) och han titulerades i orakelbensskriften och Shiji med sitt postuma tempelnamn "帝乙" (Di Yi').
Di Yi tillträdde som kung efter att hans far Wen Wu Ding avlidit 1102 f.Kr.. Under Di Yis regeringstid började Shangdynastins styrka falla, och framtiden började se mörk ut.
Di Yis äldsta son Qi, var vicomte över Wei (微). Qis mor kom från ett lågt kast, vilket gjorde att Qi inte kvalificerade som kronprins, så när Di Yi avled 1076 f.Kr. efterträddes han av den yngre sonen Di Xin, som skulle komma att bli Shangdynastins sista kung.